# Robin George Collingwood
Robin George Collingwood (22. února 1889 – 9. ledna 1943) byl anglický filozof a historik, představitel idealismu a metafyziky.
Známý je dnes především svým příspěvkem k filozofii dějin, kterou rozvinul v knize The Idea of History, jež vyšla ovšem až po jeho smrti roku 1946. Za jeho života byly ceněny například jeho příspěvky o umění (zejm. kniha The Principles of Art z roku 1938). Vedl časté polemiky se svými současníky, představiteli analytické filozofie, která v té době ovládla britské akademické prostředí. Známé je též jeho vymezení pozice filozofie vůči přírodním a jiným vědám, zdůrazňoval, že filozofie má zcela jiný předmět než věda a musí mít tudíž i jinou metodu (kniha An Essay on Philosophical Method).